# Zamenis lineatus
Zamenis lineatus là một loài rắn trong họ Rắn nước. Loài này được Camerano mô tả khoa học đầu tiên năm 1891.

## Hình ảnh

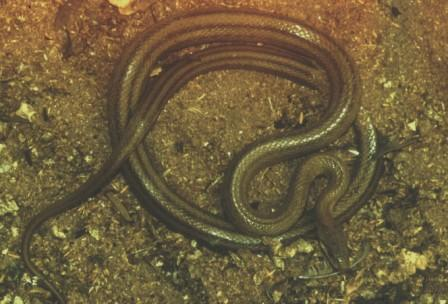